# Wurfbainia elegans
Wurfbainia elegans là một loài thực vật có hoa trong họ Gừng. Loài này được Henry Nicholas Ridley mô tả khoa học đầu tiên năm 1906 dưới danh pháp Amomum elegans. Năm 2018, Jana Leong-Škorničková và Axel Dalberg Poulsen chuyển nó sang chi Wurfbainia.

## Phân bố
Loài này là đặc hữu Philippines.

## Mô tả
Thân rễ dài, thanh mảnh, bao phủ bởi các bẹ thuôn dài; các lá bắc dạng giấy, màu nâu và dài 1,3 cm (0,5 inch). Thân cây mảnh mai, cao 46 cm (18 inch). Lá ít, hình mũi mác thẳng, nhọn, dài từ 15–18 cm (6-7 inch), rộng 1,3-1,9 cm (0,5-0,75 inch), mặt trên nhẵn nhụi, mặt dưới nhạt màu và có lông lụa; cuống lá dài 0,6 cm (0,25 inch), có lông tơ; bẹ dài 5 cm (2 inch), có lông. Cụm hoa dài 1,3 cm (0,5 inch), hình nón ngược, gần như không cuống. Lá bắc thuôn dài, tù, có lông tơ, với khoảng 10 gân nổi cao. Lá bắc con hình ống, có lông lụa. Đài hoa hình ống hình ống, có lông lụa, dài 3,8 cm (1,5 inch), thùy 2 (2 hợp sinh) hình mũi mác, nhọn, có lông lụa, dài như ống đài. Ống tràng hoa không dài hơn đài hoa, có lông tơ, các thùy thẳng thuôn dài, tù, nhẵn nhụi, dài 1,9 cm (0,75 inch). Nhị lép hình giùi, dài 6,63 cm (0,25 inch). Môi dài 2,5 cm (1 inch), đáy hẹp, phiến rộng, hình trứng ngược, tròn, rộng 2,5 cm (1 inch), nguyên. Nhị dài 1,9 cm (0,75 inch); chỉ nhị thanh mảnh; bao phấn thuôn dài hẹp, đỉnh chẻ ba, thuỳ trung tâm thuôn dài, nhỏ, các thuỳ bên từ góc trên của bao phấn, dài hơn, thẳng, tù, uốn ngược. Vòi nhụy rất mảnh mai; bầu nhụy có lông lụa. Mẫu thu ven sông Lamao, núi Mariveles, tỉnh Bataan trên đảo Luzon (300, 207 Whitford); hoa màu trắng.